# Stenasellus stocki
Stenasellus stocki is een pissebed uit de familie Stenasellidae. De wetenschappelijke naam van de soort is voor het eerst geldig gepubliceerd in 2001 door Guy Magniez.